# St. Clemens (Birnbach)

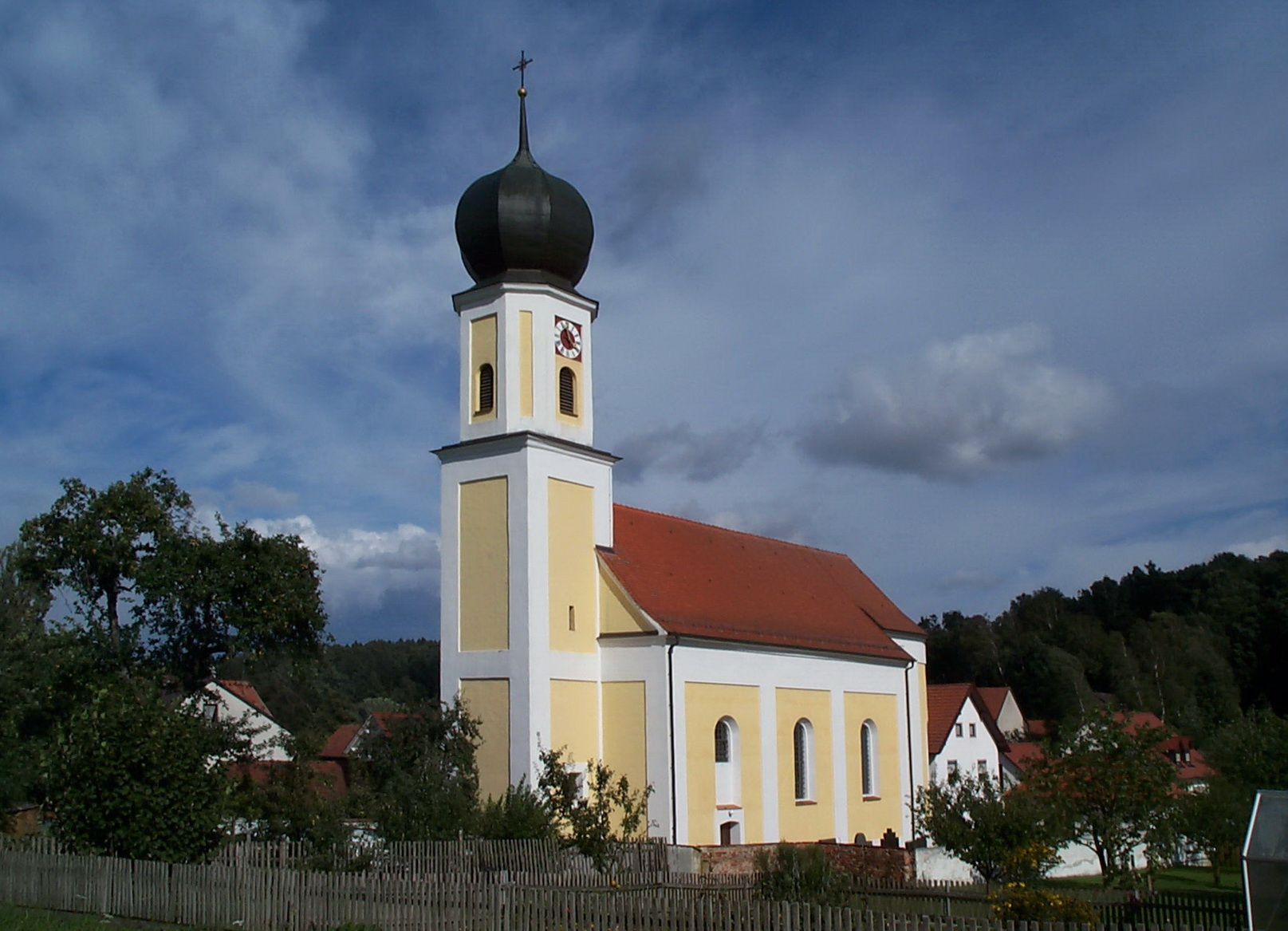
St. Clemens (Birnbach)

Die römisch-katholische, denkmalgeschützte Filialkirche St. Clemens steht in Birnbach, einem Gemeindeteil des Marktes Schierling im Landkreis Regensburg der Oberpfalz in Bayern. Die Kirche gehört zum Dekanat Alteglofsheim-Schierling im Bistum Regensburg. Das Bauwerk ist unter der Denkmalnummer D-3-75-196-21 als Baudenkmal in die Bayerische Denkmalliste eingetragen.

## Beschreibung
Die Saalkirche wurde 1720 erbaut. Sie besteht aus einem Langhaus, einem eingezogenen, halbrund geschlossenen Chor im Osten und einem Kirchturm auf quadratischen Grundriss im Westen, dessen oberstes achteckiges Geschoss die Turmuhr und den Glockenstuhl beherbergt, und der mit einer Zwiebelhaube bedeckt ist. 
Der Innenraum des Langhauses ist mit einem Stichkappengewölbe überspannt. Das um 1720 gemalte Altarretabel des Hochaltars wird Johann Gebhard zugeschrieben. Es zeigt den deutschen Papst Clemens II. Die den Hochaltar ursprünglich flankierenden Statuen des heiligen Clemens und des heiligen Nikolaus stehen jetzt am Eingang zur Sakristei. 